# Lomas de Solymar
Lomas de Solymar és una localitat balneària del sud de l'Uruguai, ubicada al departament de Canelones. Forma part de la Ciudad de la Costa.

## Geografia
Es troba a l'extrem sud del departament de Canelones, dins el sector 37. La part sud de la ciutat és delimitada pel Riu de la Plata, en el seu punt sud-est, mentre que al nord-est s'ubica el també balneari d'El Pinar.

## Infraestructura
Lomas de Solymar té accés mitjançant la Ruta Interbalneària, la qual el connecta amb la capital del país, la ciutat de Montevideo.

## Població
La ciutat tenia 16.018 habitants, segons les dades del cens de 2004.
| Any  | Població |
| ---- | -------- |
| 1963 | 135      |
| 1975 | 1.266    |
| 1985 | 3.974    |
| 1996 | 10.843   |
| 2004 | 16.018   |

Font: Institut Nacional d'Estadística de l'Uruguai

## Mapa

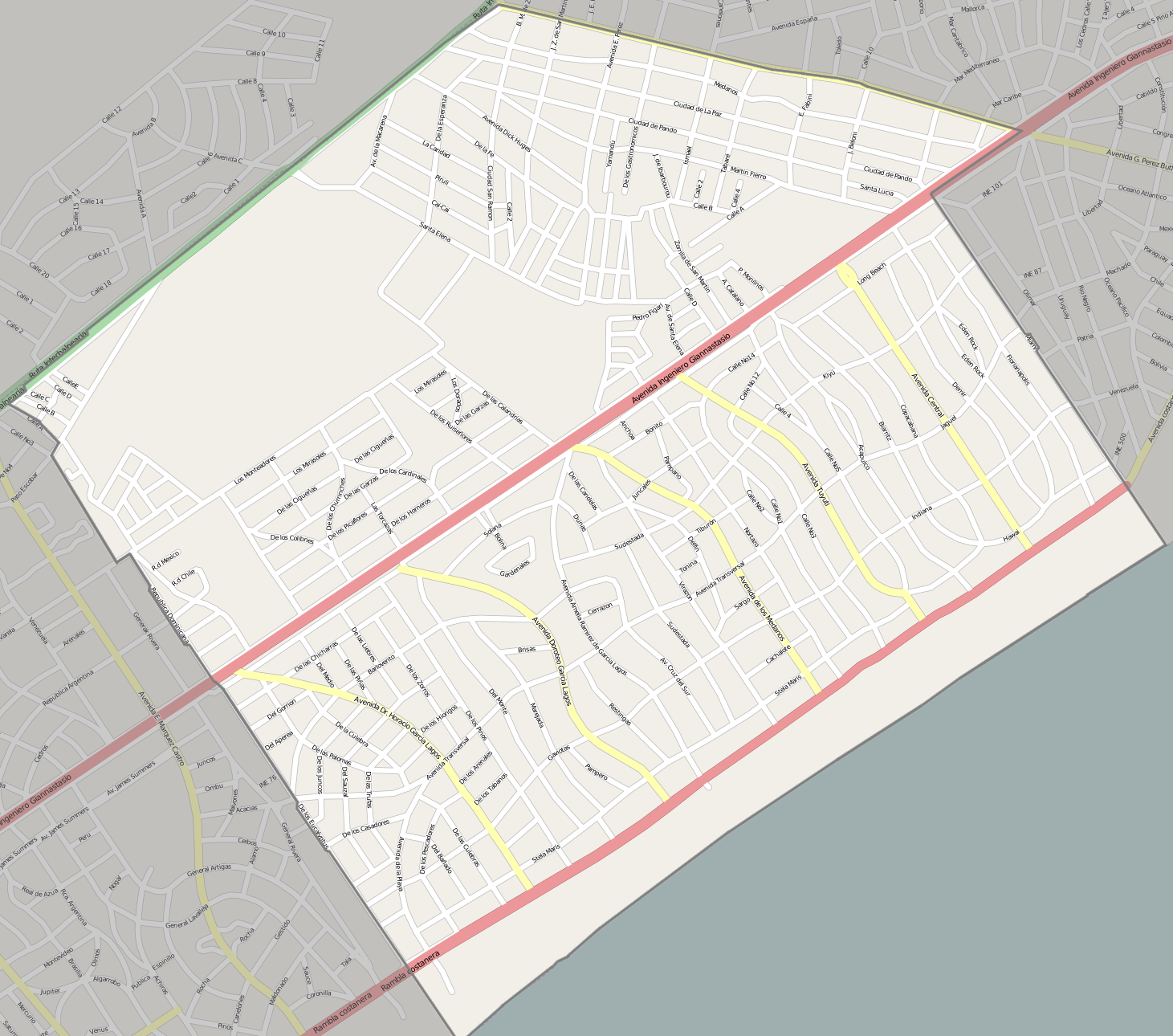
Mapa amb els carrers principals de Lomas de Solymar.